# Essertaux
Essertaux is een gemeente in het Franse departement Somme (regio Hauts-de-France) en telt 236 inwoners (2004). De plaats maakt deel uit van het arrondissement Amiens.

## Geografie
De oppervlakte van Essertaux bedraagt 6,6 km², de bevolkingsdichtheid is 35,8 inwoners per km².
De onderstaande kaart toont de ligging van Essertaux met de belangrijkste infrastructuur en aangrenzende gemeenten.

## Demografie
Onderstaande figuur toont het verloop van het inwonertal (bron: INSEE-tellingen).